# حسن توفيق (مخرج)
حسن توفيق (1912 - 1962) هو ملحن ومخرج وممثل مصري.

## مسيرته
بدأ التمثيل في المسارح المصرية، تعلم في المعهد العالي للسينما، تخرج منه بعد عشر سنوات، تعلم خلالها التمثيل في خمس سنوات، وتعلم الإخراج في خمس سنوات.
عمل في بداية حياته الفنية، مساعد مخرج مع حسين فوزي، كتب خلالها العديد من أغاني الأفلام، قام بإخراج عدد من أفلام التسجيلية منذ عام 1953، منها مجموعة من إنتاج المؤتمر الإسلامي، عمل بالتلفزيون منذ بدء إرساله، أخرج العديد من الأفلام، أولها لبناني في الجامعة عام 1947 فيلم بلدي وخفة عام 1950 وفيلم عصافير الجنة عام 1955 واسماعيل يس في الاسطول عام 1957 فيلم رجل بلا قلب عام 1960 وفيلم وغدا يوم اخر عام 1962 وغيرها من السينما.

## أعماله

### تأليف
- صراع مع الملائكة 1962 -  قصة وسيناريو وحوار
- غدًا يوم آخر 1961 - قصة وسيناريو وحوار
- حب في حب 1960 - قصة وسيناريو وحوار
- حب وحرمان 1960 -  سيناريو وحوار
- رجل بلا قلب 1960 -  قصة وسيناريو وحوار
- قيس وليلى 1960 -  قصة وسيناريو وحوار
- إسماعيل يس في الأسطول 1957 -  قصة وسيناريو
- القلب له أحكام 1956 - فيلم سيناريو
- أماني العمر 1955 - فيلم سيناريو وحوار
- سيجارة وكاس 1955 - فيلم سيناريو وحوار
- عصافير الجنة 1955 - فيلم قصة وسيناريو وحوار
- ليالي الحب 1955 - فيلم مشارك في الاعداد السينمائي
- عزيزة 1954 - فيلم كلمات الأغاني
- عفريت عم عبده 1953 - فيلم كلمات الأغاني
- عروس لبنان 1951 - فيلم قصة وسيناريو وحوار
- أختي ستيتة 1950 - فيلم قصة وسيناريو وحوار
- بابا عريس 1950 - فيلم قصة وسيناريو وحوار
- بلدي وخفة 1950 - فيلم سيناريو وحوار
- فلفل 1950 - فيلم سيناريو وحوار
- بلبل أفندي 1948 - فيلم قصة وسيناريو وحوار وأغاني
- نرجس 1948 - فيلم كلمات الأغاني
- أنا ستوتة 1947 - فيلم سيناريو وحوار
- لبناني في الجامعة 1947 - فيلم سيناريو وحوار
- عودة طاقية الإخفاء 1946 - فيلم كلمات الأغاني

### موسيقى
- رجل بلا قلب 1960 - فيلم كلمات الموال
- عصافير الجنة 1955 - فيلم كلمات الأغاني
- شباك حبيبي 1951 - فيلم الأغاني
- المظلومة 1950 - فيلمالأغاني
- بلدي وخفة 1950 - فيلم كلمات الأغاني
- سيبوني أغني 1950 - فيلم كلمات الأغاني
- فلفل 1950 - فيلم كلمات الأغاني
- العيش والملح 1949 - فيلم كلمات الأغاني
- منديل الحلو 1949 - فيلم كلمات الأغاني
- بنت المعلم 1947 - فيلم الأغاني
- هدمت بيتي 1946 - فيلم مسجل الموسيقى
- مدينة الغجر 1945 - فيلم كلمات الأغاني

### إخراج
- صراع مع الملائكة 1962 - فيلم مخرج
- أختي ستيتة 1950 - فيلم مخرج مساعد
- بلدي وخفة 1950 - فيلم مخرج مساعد
- سيبوني أغني 1950 - فيلم مساعد مخرج
- العيش والملح 1949 - فيلم مخرج مساعد
- حدوة الحصان 1949 - فيلم مخرج مساعد
- لهاليبو 1949 - فيلم مخرج مساعد
- بلبل أفندي 1948 - فيلم مخرج مساعد
- لبناني في الجامعة 1947 - فيلم مخرج مساعد

### تمثيل
- إصلاحية جبل الليمون 1979.
- عروة بن الورد 1978.
- الخنساء 1977.
- أحلام البنات 1959.

## وصلات خارجية
- حسن توفيق على موقع IMDb (الإنجليزية)
- حسن توفيق على موقع قاعدة بيانات الأفلام العربية
- حسن توفيق على موقع قاعدة بيانات الفيلم (الإنجليزية)